# Margonia
Margonia himalayensis es una especie de araña araneomorfa de la familia Lycosidae. Es el único miembro del género monotípico Margonia. Es originaria de Bengala occidental en la India donde se encuentra en el Distrito de Darjeeling.